# Grosser Preis des Kantons Aargau 1994
Il Grosser Preis des Kantons Aargau 1994, trentunesima edizione della corsa, si svolse il 1º maggio su un percorso di 196 km, con partenza e arrivo a Gippingen. Fu vinto dallo svizzero Pascal Richard della MG Boys Maglificio-Technogym davanti al francese Armand De Las Cuevas e al belga Rudy Verdonck.

## Ordine d'arrivo (Top 10)
| Pos. | Corridore            | Squadra                        | Tempo    |
| ---- | -------------------- | ------------------------------ | -------- |
| 1    | Pascal Richard       | MG Boys Maglificio-Technogym   | 4h54'37" |
| 2    | Armand De Las Cuevas | Castorama                      | s.t.     |
| 3    | Rudy Verdonck        | Lotto                          | a 25"    |
| 4    | Yvon Ledanois        | Wordperfect                    | s.t.     |
| 5    | Johan Verstrepen     | Collstrop-Willy Naessens       | s.t.     |
| 6    | François Simon       | Castorama                      | s.t.     |
| 7    | Acácio da Silva      | Hipermercados Jumbo-Sirla-Maia | s.t.     |
| 8    | Rob Mulders          | Wordperfect                    | s.t.     |
| 9    | Peter Farazijn       | Lotto                          | s.t.     |
| 10   | Danny Van Looy       | Trident-Schick                 | s.t.     |